# Meltem Kaptan

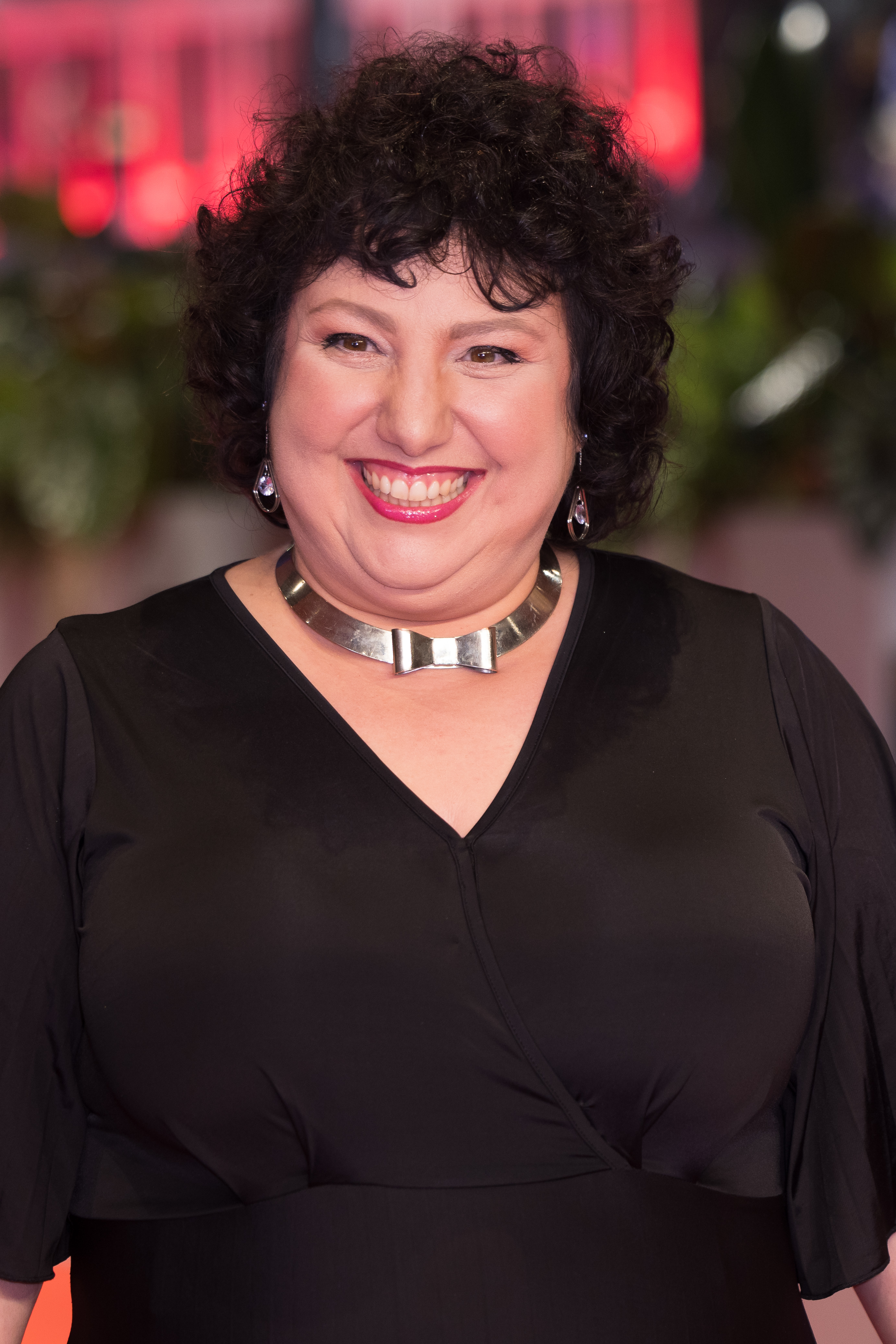
Meltem Kaptan bei der Berlinale 2024

Meltem Kaptan (anhörenⓘ; * 8. Juli 1980 in Gütersloh) ist eine türkisch-deutsche Moderatorin, Comedienne, Autorin und Schauspielerin. Bekanntheit erlangte sie insbesondere durch ihre preisgekrönte Hauptrolle in dem Spielfilm Rabiye Kurnaz gegen George W. Bush (2022).

## Leben
Kaptan wuchs in Marienfeld und Harsewinkel auf. Bereits im Teenageralter nahm sie erfolgreich an zahlreichen staatlichen Mal-Wettbewerben teil. Während ihres Studiums der Anglistik, Medienwissenschaft und Grafik/Malerei an der Philipps-Universität Marburg sowie an der Boğaziçi Üniversitesi Istanbul absolvierte sie eine Schauspiel- und Gesangsausbildung in Istanbul und Washington. Es folgte 2002 ein Auslandsaufenthalt sowie eine Schauspiel- und Gesangsausbildung an der Faculty of Theatre and Performing Arts der Western Washington University.
Kaptan ist verheiratet und lebt in Köln.

## Karriere
Kaptan wurde in die Summer Stock Company in Washington (Musical- und Theaterproduktionen) aufgenommen und spielte ab 2003 in Musicals wie u. a. West Side Story, Boy Meets Girl, Comedy of Errors, Musical Night und Sweeney Todd. Zusätzlich war sie für die Konzepterstellung und Moderation der Sendung News and Public Affairs auf KUGS-FM 89.3 (Radiostation Bellingham, Washington) zuständig. Nach weiteren Studien in Istanbul 2004/05 spielte sie in diversen Kurzfilmen, u. a. in Sınırdaki Ev (Regie: Memduh Ün).
Ab 2007 konzipierte, schrieb und sprach sie Radio-Comedy-Formate (beispielsweise Radio Gaga, Ülcan Üktüell und Heidi Sucht). Hier arbeitete sie für die Sender 1 Live, WDR Funkhaus Europa/Cosmo sowie KiRaKa. 2008 trat sie mit selbst geschriebenen Stand-up-Comedy-Nummern bei NightWash Live auf sowie unter anderem bei NightWash on Tour, Quatsch Comedy Club und 1 Live Hörsaal-Comedy.
Im Fernsehen folgten ab 2008 Auftritte in TV-Formaten, darunter Ladies Night, Baustelle Deutschland mit Jürgen Becker (WDR), Bülent Ceylan Show, Cindy und die Jungen Wilden (RTL), Kölner Treff, der Beyaz Show und Genial daneben – Das Quiz.
2012 arbeitete Kaptan zudem als Seminarschauspielerin im Bereich Kommunikation für Wirtschaft und Politik. 2013 entwickelte sie eine Comedyfigur für das Bundeskanzleramt, Abteilung Bürokratieabbau, für die International Regulatory Reform Conference und moderierte u. a. die Integrationskonferenz 2015 in Mettmann.

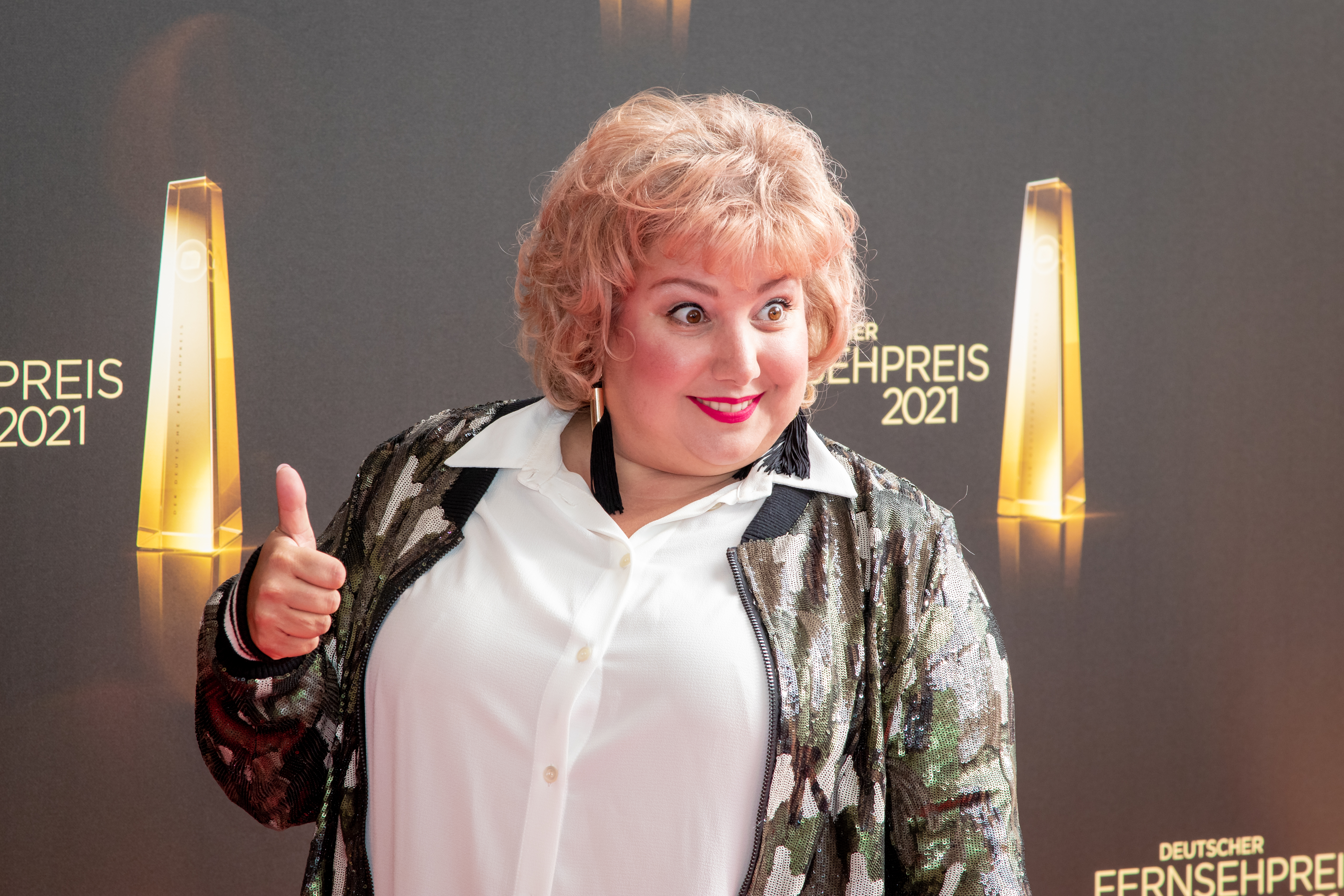
Meltem Kaptan (2021)

2013 übernahm sie ihre erste Fernsehmoderation der SAT.1-Show Das große Backen gemeinsam mit Britt Hagedorn. Im selben Jahr ging sie mit ihrem eigenen Comedy-Programm DesOrientiert auf Tournee. 2018 spielte sie in der erfolgreichen türkischen Action-Komödie Ölumlü Dünya. In Sat.1 präsentierte sie im Frühjahr 2019 die Erfindershow Wie genial ist das denn?! Von Juli 2019 bis Dezember 2023 präsentierte Kaptan in der ARD abwechselnd mit Daphne de Luxe und Lisa Feller die Kabarett-Sendung Ladies Night.
Bei Vox war sie von 2021 bis 2022 die Gastgeberin der täglichen Sendung Allererste Sahne – Wer backt am besten?
Ihre Schauspielkarriere in Deutschland startete Meltem Kaptan mit der Hauptrolle in der Kinoproduktion Rabiye Kurnaz gegen George W. Bush von Andreas Dresen. Dafür wurde sie auf der Berlinale 2022 mit dem Silbernen Bären für die beste Hauptrolle ausgezeichnet. Im selben Jahr erhielt sie den Deutschen Filmpreis und den Deutschen Schauspielpreis, außerdem wurde sie für den Europäischen Filmpreis nominiert. In dem dem Kinofilm Alter weißer Mann von Simon Verhoeven (2024) ist sie zusammen mit u. a. Jan Josef Liefers und Elyas M’Barek zu sehen. In Die Schule der Magischen Tiere 3 verkörpert sie an der Seite von Justus von Dohnányi die Musemsdirektorin Dolores Arikan. Kaptan wird auch in der Fortsetzung Die Schule der Magischen Tiere 4, die am 25. September 2025 Premiere feiern wird, mitwirken.
2024 war sie Kandidatin der fünften Staffel der Comedy-Sendung LOL: Last One Laughing auf Prime Video.

## Veröffentlichungen
- Verliebt, Verlobt, Verbockt: Meine türkisch-deutsche Traumhochzeit. Lappan Verlag, Oldenburg 2016, ISBN 978-3-8303-3440-8.

## Filmografie (Auswahl)
- 2018: Ölümlü Dünya
- 2022: Rabiye Kurnaz gegen Georg W. Bush
- 2023: Nackt über Berlin (Serie, 1 Folge)
- 2024: Die Schule der magischen Tiere 3
- 2024: Alter weißer Mann
- 2025: Ghosts (Fernsehserie)
- 2025: Die Schule der magischen Tiere 4

## Auszeichnungen
- 2022: Silberner Bär für die beste Schauspielerische Leistung in einer Hauptrolle
- 2022: Deutscher Filmpreis für die beste weibliche Hauptrolle
- 2022: Deutscher Schauspielpreis in der Kategorie Schauspieler in einer dramatischen Hauptrolle für Rabiye Kurnaz gegen George W. Bush